# Strada nazionale 100
La strada nazionale 100 era una strada nazionale del Regno d'Italia, che congiungeva la costa tirrenica a quella ionica attraversando il territorio delle Serre Calabresi.
Venne istituita nel 1923 con il percorso "Dalla stazione ferroviaria di Francavilla Angitola per il Valico di Monte Cucco e Monte Pecoraro all'incontro della nazionale n. 86 presso Stilo, con diramazione da Mangiatorella a Ferdinandea".
Nel 1928, in seguito all'istituzione dell'Azienda Autonoma Statale della Strada (AASS) e alla contemporanea ridefinizione della rete stradale nazionale, il suo tracciato costituì per intero la strada statale 110 di Montecucco e di Monte Pecoraro e la diramazione la strada statale 110 dir di Montecucco e di Monte Pecoraro.